# Quédate conmigo
A Quédate conmigo (magyarul: Maradj velem!) a 2012-es Eurovíziós Dalfesztiválon Spanyolországot képviselő dal, melyet a spanyol Pastora Soler adott elő anyanyelvén.
A dal a 2012. március 3-án rendezett spanyol nemzeti döntőben nyerte el az indulás jogát. A döntőben a nézők és a zsűri szavazatai Pastora három daláról döntöttek, ahol egyöntetűen a „Quédate conmigo” győzött, 36 ponttal.
Az Eurovíziós Dalfesztiválon a dalt a május 26-án rendezett döntőben adták elő a fellépési sorrendben tizenkilencedikként, a török Can Bonomo Love Me Back című dala után és a német Roman Lob Standing Still című dala előtt. A szavazás során 97 pontot szerzett, mely a 10. helyet jelentette a 26 fős mezőnyben. A maximális 12 pontot egy országtól, Portugáliától kapta meg.
A következő spanyol induló az El sueño de Morfeo volt Contigo hasta el final című dalukkal a 2013-as Eurovíziós Dalfesztiválon.

## Lásd még
- Pastora Soler
- 2012-es Eurovíziós Dalfesztivál